# Les borgnes sont rois
Pour plus de détails, voir Fiche technique et Distribution.
Les borgnes sont rois est un court métrage français d'Edmond Séchan et Michel Leroy, sorti en 1974. Il gagna l'Oscar du meilleur court métrage en prises de vues réelles.

## Fiche technique
- Titre : Les borgnes sont rois
- Réalisation : Edmond Séchan et Michel Leroy
- Scénario : Edmond Séchan
- Photographie : Edmond Séchan
- Musique : François de Roubaix
- Production : Paul Claudon, Edmond Séchan
- Pays d'origine :  France
- Format : couleur - Mono
- Genre : court métrage
- Durée : 15 minutes
- Date de sortie : 1974

## Distribution
- Paul Préboist : Léon
- Marie Marc : La mère de Léon
- Lyne Chardonnet